# 国民英雄-X
『国民英雄-X』（こくみんえいゆう-エックス、原題：國民英雄）は台湾のテレビドラマ。
2010年12月5日から2011年4月10日まで台湾の台視で放送された。日本では2011年3月4日から2011年9月30日までDATVで放送された。全30話。

## エピソード・サブタイトル
全30話
| 各話   | サブタイトル       | 放送日        |
| ------ | ------------------ | ------------- |
| 第1話  | 報道界のヒーロー   | 2011年3月4日  |
| 第2話  | 天国から地獄へ     | 2011年3月11日 |
| 第3話  | 逃亡               | 2011年3月18日 |
| 第4話  | 見せかけの真実     | 2010年3月25日 |
| 第5話  | 復讐の幕開け       | 2011年4月1日  |
| 第6話  | 真犯人との対決     | 2011年4月8日  |
| 第7話  | 新たな障壁         | 2011年4月15日 |
| 第8話  | メディア戦争       | 2011年4月22日 |
| 第9話  | 狙われた証拠       | 2011年4月29日 |
| 第10話 | 無条件の信頼       | 2011年5月6日  |
| 第11話 | 永遠の思い出       | 2011年5月13日 |
| 第12話 | 権力への挑戦       | 2011年5月20日 |
| 第13話 | 気になる家族       | 2011年5月27日 |
| 第14話 | それぞれの恨み     | 2011年6月3日  |
| 第15話 | 交錯するたくらみ   | 2011年6月10日 |
| 第16話 | 誕生日の約束       | 2011年6月17日 |
| 第17話 | 愛のかたち         | 2011年6月24日 |
| 第18話 | 犠牲に報いるために | 2011年7月1日  |
| 第19話 | 神に明かした真実   | 2011年7月8日  |
| 第20話 | 親子のきずな       | 2011年7月15日 |
| 第21話 | 待ち望んだニュース | 2011年7月22日 |
| 第22話 | 温かな時間         | 2011年7月29日 |
| 第23話 | 父との距離         | 2011年8月5日  |
| 第24話 | 君が信じるなら     | 2011年8月19日 |
| 第25話 | 対談のゆくえ       | 2011年8月26日 |
| 第26話 | 総裁の危機         | 2011年9月2日  |
| 第27話 | 一番の理解者       | 2011年9月9日  |
| 第28話 | ずっと伝えたかった | 2011年9月16日 |
| 第29話 | 目覚めた英雄       | 2011年9月23日 |
| 第30話 | 真実を守る者たち   | 2011年9月30日 |

## キャスト
| 役名                          | 俳優名                          |
| ----------------------------- | ------------------------------- |
| アン・ザイヨン （安在勇）     | 鄭元暢 （ジョセフ・チェン）     |
| ホン・シャオリュー （洪小綠） | 郭采潔 （アンバー・クオ）       |
| コン・ユエンチン （孔元慶）   | 李至正 （リー・ジージェン）     |
| ジュオ・イーアン （卓以安）   | 周采詩 （チョウ・ツァイシー）   |
| ルォ・シャンシャン （羅珊珊） | 陳妍希 （ミシェル・チェン）     |
| チェン・ジアリャン （陳嘉亮） | 陸廷威 （ルー・ティンウェイ）   |
| クー・ヨンエン （顧永恩）     | 王大陸 （ワン・ダールー）       |
| シエ・イーダー （謝易達）     | 古斌 （クービン）               |
| ワン・ティエジー （王鐵志）   | 周詠軒 （チョウ・ヨンシュアン） |
| リー・ウェンチャン （李文強） | 呉仲強 （ウー・チョンチャン）   |
| チェン・ジアリン （陳嘉林）   | 艾偉 （アイ・ウェイ）           |
| 村長 （青蚵嫂）               | 呂曼茵 （リュー・マンイン）     |
| チェン・スージア （陳思佳）   | 萱野可芬                        |

## スタッフ
- 監督 - 江豊宏（ジャン・フォンホン）、宋東庭
- プロデューサー - 陳一俊（チェン・イージュン）

## 主題歌
オープニングテーマ
- 『末日快樂』

歌 - 倪安東（アンソニー・ニーリー）
エンディングテーマ
- 『奇異恩典 Amazing Grace』

歌 - Olivia

## ソフトウェア

### DVD
販売元：東宝
- 「国民英雄-X ノーカット版 DVD-BOXI」（2012年3月23日）
- 「国民英雄-X ノーカット版 DVD-BOXII」（2012年3月23日）

## 日本国内放送局
| 放送地域 | 放送局 | 放送期間               | 放送日時                                                                   | 放送系列 |
| -------- | ------ | ---------------------- | -------------------------------------------------------------------------- | -------- |
| 日本全域 | DATV   | 2011年3月4日 - 9月30日 | 〜第9話 毎週木曜 21時00分 - 22時00分 第10話〜 毎週金曜 22時00分 - 23時00分 | CS放送   |